# Lisa Henni
Lisa Henni Henni, född 19 september 1982 i Östersund, är en svensk skådespelare.
Hon utbildade sig vid Mountview Academy of Theatre Arts i London. Hon debuterade 2007 i kortfilmen Workshopen. 2010 gjorde hon sin första större roll som Sophie i långfilmen Snabba Cash, en roll hon följde upp i Snabba Cash II 2012. 2012 spelade hon även i filmerna En plats i solen och Vittra och 2014 i Tillbaka till Bromma. Hon har även medverkat i flera kortfilmer, TV-filmer och TV-serier, däribland Kommissarien och havet 2013 och Söder om Folkungagatan (2014). 2017 spelar hon en av de bärande rollerna i kriminalkomediserien Fallet.
Henni spelade en av huvudrollerna i filmkollektivet Crazy Pictures film Den blomstertid nu kommer (2018).

## Filmografi (i urval)
- 2007 – Workshopen
- 2010 – Snabba Cash – Sophie
- 2010 – Att bli med barn – Jonna
- 2012 – Vittra – Ida
- 2012 – En plats i solen – Lotta
- 2012 – Snabba Cash II – Sophie
- 2012 – Volvo – Petra
- 2013 – Rosor, kyssar och döden – Gabriella
- 2013 – Kommissarien och havet (TV-serie) – Mia Nordin
- 2014 – Remake – Lisa
- 2014 – Söder om Folkungagatan (TV-serie) – Cissi
- 2014 – Min så kallade pappa – gäst på fest
- 2014 – Tillbaka till Bromma
- 2014 – Vad som inte sägs
- 2015 – Beck – Sjukhusmorden – Frida
- 2016 – Midnattssol (TV-serie)
- 2017 – Fallet (TV-serie) – Sophie Borg
- 2018 – Rig 45
- 2018 – Den blomstertid nu kommer – Anna
- 2020–2022 – Lyckoviken (TV-serie) – Madelene
- 2021 – Eva & Adam